# 百沥海塘
百沥海塘，位于中华人民共和国浙江省绍兴市上虞区，是浙江省省级文物保护单位之一。
2017年1月19日，百沥海塘被列入第七批浙江省文物保护单位，该文物保护单位是一座古建筑。